# Privreda Nemačke
Nemačka ima okruženje socijalnog tržišta sa visoko kvalifikovanom radnom snagom, velikim kapitalom, niskim nivoom korupcije i visokim stepenom inovativnosti. Treća je po veličini u svetu po izvozu robe i ima najveću nacionalnu ekonomiju u Evropi, koja je četvrta u svetu po nominalnom BDP-u i pedeset prva po PKM-u.
Servisni sektor doprinosi sa oko 71% ukupnog BDP (uključujući informacione tehnologije), industrija sa 28% i poljoprivreda sa 1%. Stopa nezaposlenosti prema podacima Eurostata u januaru 2015. godine iznosila je 4,7%, što je najniža stopa među svim državama članicama Evropske unije. Nemačka ima najnižu stopu nezaposlenih mladih među svim državama članicama Evropske unije koja iznosi 7,1%. Prema Organizaciji za ekonomsku saradnju i razvojј Nemačka ima jednu od najviših radnih produktivnosti na svetu.
Nemačka je deo Evropskog jedinstvenog tržišta koje čini više od 508 miliona potrošača. Nekoliko domaćih komercijalnih politika određuje se sporazumima između članica Evropske unije i zakonodavstvom EU. Nemačka je uvela zajedničku evropsku valutu, evro 2002. godine. Članica je Evrozone koju predstavlja oko 338 miliona građana. Monetarnu politiku Evrozone postavlja Evropska centralna banka, sa sjedištem u Frankfurtu na Majni, finansijskom središtu kontinentalne Evrope.
Kao dom savremenih automobila, automobilska industrija u Nemačkoj smatra se jednom od najkonkurentnijih i inovativnijih na svijetu i četvrta je najveća po proizvodnji. Deset najvećih izvoznih dobara Nemačke su vozila, strojevi, hemikalije, električni proizvodi, električna oprema, farmaceutski proizvodi, transportna oprema, osnovni metali, prehrambeni proizvodi i guma i plastika. Nemačka je treći po veličini izvoznik oružja na svetu.

## Preduzeća
Od 500 najvećih svjetskih preduzeća koje se kotiraju na berzi Fortune Global 500 na osnovu prihoda u 2014. godine, sa sedištem u Nemačkoj nalazi se 28 preduzeća. Trideset preduzeća sa sjedištem u Nemačkoj nalazi se na DAX, , nemačkom berzovnom indeksu. Poznati međunarodni brendovi su BMW, Mercedes-Benz, Audi, Porsche, Volkswagen, SAP-SE, Siemens, Allianz SE, Adidas, Nemačke železnice (Deutsche Bahn), Deutsche Bank и Robert Bosch.
Nemačka je poznata po velikom broju specijalizovanih malih i srednjih preduzeća, što je poznato kao srednja klasa model. Oko 1.000 ovih preduzeća su vodeća na globalnom tržištu u svom elementu i označeni su kao skriveni šampioni. Berlin se razvio uspješno u kosmopolitsko središte za start-up preduzeća i postao vodeće mesto za firme u Evropskoj uniji koje se finansiraju iz preduzetničkog kapitala.
Spisak najvećih nemačkih preduzeća po prihodima 2018. godine:
| Rang | Ime              | Sedište        | Prihod (mild. €) | Profit (mild. €) | Zaposleni (svet) |
| ---- | ---------------- | -------------- | ---------------- | ---------------- | ---------------- |
| 1.   | Volkswagen AG    | Volfsburg      | 236              | 13,9             | 664.500          |
| 2.   | Daimler AG       | Štutgart       | 167              | 11,1             | 298.700          |
| 3.   | Schwarz grupa    | Nekarsulm      | 113              | ?                | 458.000          |
| 4.   | BMW              | Minhen         | 104              | 7,1              | 134.700          |
| 5.   | Lidl             | Nekarsulm      | 89               | ?                | 160.100          |
| 6.   | Siemens          | Berlin, Minhen | 83               | 6,1              | 379.000          |
| 7.   | Deutsche Telekom | Bon            | 81               | ?                | 216.000          |
| 8.   | Robert Bosch     | Štutgart       | 79               | 5,3              | 410.000          |
| 9.   | Uniper           | Diseldorf      | 66               | 863              | 12.000           |
| 10.  | Deutsche Post AG | Bon            | 63               | 4,1              | 546.900          |
| 12.  | BASF             | Ludvigshafen   | 63               | 6,4              | 122.400          |
| 21.  | Metro AG         | Diseldorf      | 37               | 1,4              | 146.300          |
| 26.  | E.ON             | Esen           | 30               | 3,0              | 43.300           |
| -    | Allianz SE       | Minhen         | 131              | 11,5             | 142.000          |

### Nemačke države
| Države                        | Rang | GRP (u milijardama EUR€) | Udeo u BDP-u (%) |
| ----------------------------- | ---- | ------------------------ | ---------------- |
| Nemačka                       | —    | 3.867.050                | 100              |
| Severna Rajna-Vestfalija      | 1    | 793.790                  | 20.5             |
| Bavarska                      | 2    | 716.784                  | 18.5             |
| Baden-Virtemberg              | 3    | 572.837                  | 14.8             |
| Donja Saksonija               | 4    | 339.414                  | 8.8              |
| Hesen                         | 5    | 323.352                  | 8.4              |
| Berlin                        | 6    | 179.379                  | 4.6              |
| Rajna-Palatinat               | 7    | 171.699                  | 4.4              |
| Saksonija                     | 8    | 146.511                  | 3.8              |
| Hamburg                       | 9    | 144.220                  | 3.7              |
| Šlezvig-Holštajn              | 10   | 112.755                  | 2.9              |
| Brandenburg                   | 11   | 88.800                   | 2.3              |
| Saksonija-Anhalt              | 13   | 75.436                   | 2.0              |
| Tiringija                     | 12   | 71.430                   | 1.8              |
| Meklenburg-Zapadna Pomeranija | 14   | 53.440                   | 1.4              |
| Bremen                        | 16   | 38.698                   | 1.0              |
| Sarland                       | 15   | 38.505                   | 1.0              |

## Saobraćaj
Sa svojom centralnom pozicijom u Evropi, Nemačka je transportno čvorište kontinenta. Kao njeni susedi u zapadnoj Evropi, nemačka putna mreža je među najgušćima na svetu. Autoputevi su treći po dužini na svetu i poznati su po tome što nemaju opšta ograničenja brzine.
Nemačka ima policentričnu mrežu vozova velike brzine. Intercity Express nemačkih železnica koristi se u velikim njemačkim gradovima, kao i za putovanja u susjedne zemlje brzinom većom od 300 km/h. Nemačke železnice primaju subvenzije, sa 17,0 milijardi evra u 2014. godini.
Najveći nemački aerodromi su u Frankfurtu i Minhenu, oba čvorišta Lufthanza-e, dok su čvorišta Air Berlin-a Berlinski Tegel i Diseldorf. Ostali veći aerodromi su Berlinski Šinefeld, Hamburg, Keln/Bon и Lajpcig/Hale. Hamburška luka je među dvadeset najvećih kontejnerskih luka na svetu.

## Energija i infrastruktura
Godine 2008, Nemačka je bila šesti najveći korisnik energije na svetu, od čega je 60% energije uvezeno. Energetski izvori 2014. godine su bili: nafta (35,0%), ugalj, uključujući lignit (24,6%), zemni gas (20,5%), nuklearni (8,1%), hidro-električni i obnovljivi izvori (11,1%). Vlada i industrija nuklearne energije složile su se da će se sve nuklearne elektrane do kraja leta 2021. godine zatvoriti. Takođe se primjenjuje ušteda energije, zelena tehnologija, aktivnosti smanjenja emisije i za cilj ima ispunjavanje zahteva za električnom energijom u zemlji koristeći 40% obnovljivih izvora do 2020. godine. Nemačka je posvećena ispunjenju protokola iz Kjota i nekoliko drugih ugovora o promovisanju biodiverziteta, standardne niske emisije, upravljanja vodama i komercijalizaciji obnovljivih izvora energije. Stopa reciklaže u domaćinstvima u zemlji je među najvišim na svetu — oko 65%. Ipak, ukupne emisije staklene bašte u zemlji najveće su u EU prema podacima iz 2010. Nemačka energetska tranzicija je prepoznatljiv potez ka održivoj ekonomiji putem energetske efikasnosti i obnovljive energije.

## Nauka i tehnologija
Nemačka je globalni lider u nauci i tehnologiji, jer su njena dostignuća u oblasti nauke i tehnologije značajna. Napori istraživanja i razvoja čine sastavni deo privrede. Nobelovu nagradu dobilo je 106 njemačkih laureata. Nemačka je druga na svetu po broju diplomaca na polju nauka i inženjerstva (31%), na prvom mestu je Južna Koreja. Na početku 20. veka, nemački laureati imali su više nagrada od svih drugih nacija, posebno na polju nauke (fizika, hemija i filozofija ili medicina).
Značajni nemački fizičari prije 20. veka su Herman fon Helmholc, Jozef fon Fraungofer, Gabrijel Farenhajt (rođen u Poljskoj) i drugi. Albert Ajnštajn je istražio specijalnu i opštu teoriju relativnosti za svetlost i gravitaciju 1905. i 1915. godine. Zajedno s Maksom Plankom, bio je instrument u uvođenju kvantne mehanike, u kojoj su Verner Hajzenberg i Maks Born kasnije dali značajan doprinos. Vilhelm Konrad Rendgen je izmislio rendgenske zrake. Oto Han je bio pionir u oblastima radiohemije i otkrio je nuklearnu fiziju, dok su Ferdinand Kon i Robert Koh bili osnivači mikrobiologije. Brojni matematičari su rođeni u Nemačkoj, među kojima su Karl Fridrih Gaus, David Hilbert, Bernhard Riman, Gotfrid Vilhelm Lajbnic, Karl Vajerštras, Herman Vajl i Feliks Klajn.
Nemačka je bila dom mnogih poznatih pronalazača i inženjera, uključujući Hansa Gajgera, koji je otkrio Gajgerov brojač, i Конрада Цузеа, koji je napravio prvi potpuno automatizovani digitalni računar. Nemački pronalazači, inženjeri i industrijalci kao što su grof Ferdinand fon Cepelin, Oto Lilijental, Gotlib Dajmler, Rudolf Dizel, Hugo Junkers i Karl Benc, dali su doprinos u oblikovanju savremene tehnologije za automobilski i vazdušni saobraćaj. Nemačke institucije kao što su Nemački centar za avijaciju i astronautiku najveći su doprinosioci Evropskoj svemirskoj agenciji. Aerosvemirski inženjer Verner fon Braun razvio je prvi svemirsku raketu u Penemindeu, a kasnije je istaknuti član Nase i razvio je raketu na Mesec Saturn V. Rad Hajnriha Herca u domenu elektromagnetnog zračenja bio je ključan za razvoj savremenih telekomunikacija.
Istraživačke institucije u Nemačkoj su Društvo Maks Plank, Helmolc udruženje njemačkih istraživačkih centara i Fraunhofer društvo. Wendelstein 7-X у Grajfsvaldu objekat je npr. za istraživanje energije nuklearne fuzije. Nagrada Gotfrid Vilhelm Lajbnic dodeljuje se deset naučnika i akademika svake godine. S najviše 2,5 miliona evra po nagradi, jedna je od najvećih naučnih nagrada na svetu.

## Turizam
Nemačka je sedma najposećenija zemlja na svetu, sa ukupno 407 miliona noćenja tokom 2012. godine. Ovaj broj uključuje 68,83 miliona noćenja stranih posetilaca. Godine 2012, preko 30,4 miliona međunarodnih turista posjetilo je u Nemačku. Berlin je postao treći najposećeniji grad u Evropi. Dodatno, više od 30% Nemaca provede odmor u svojoj zemlji, s najviše poseta saveznoj državi Meklenburg-Zapadna Pomeranija. Domaća i međunarodna putovanja i turizam zajedno doprinose preko 43,2 milijarde evra njemačkom BDP. Uključujući neposredne i indukovane uticaje, industrija doprinosi s preko 4,5% nemačkog BDP i daje 2 miliona poslova (4,8% ukupnih radnih mesta). 
Nemačka je poznata po svojim raznovrsnim turističkim rutama, kao što su Romantični put, Vinski put, Put zamkova и Put avenija. Fahverk ruta повезује градове с примјерима ових структура.

Najposećenije znamenitosti u Nemačkoj su npr. Nojšvanštajn, Kelnska katedrala, Rajhstag, Hofbrojhauz, Hajdelberški zamak, Cvinger, Berlinski televizijski toranj i Ahenska katedrala. Evropa-park u blizini Frajburga je po posećenosti drugi evropski tematski park.
- Nojšvanštajn u Bavarskoj
- Morski turizam duž obale Baltičkog mora (Šarbojc)
- Kelnska katedrala
- Fantazijaland u Brilu
- Lindau